# B吧H牧場
B吧H牧場（英語：B Bar H Ranch）是位於美國加利福尼亞州河濱縣的一個非建制地區。該地的面積和人口皆未知。

## 地理
B吧H牧場的座標為33°54′37″N 117°28′55″W / 33.91028°N 117.48194°W，而該地的平均海拔高度為239米（即784英尺）。